# Нагиса
Нагиса (родилась в конце VI или самом начале VII века нашей эры) — женщина-музыкант, одна из четырёх известных по имени придворных музыкантов, которые жили при дворе правителя Сасанидского Ирана, шаха Хосрова II (правил в 591—628 годах); прославилась как выдающаяся арфистка. Как и Барбад Мервези она была автором песнопений, которые были посвящены шаху Хосрову II.
Сохранилось упоминание о том, что однажды публика была так тронута её исполнением, что многие потеряли сознание или разорвали на себе одежду от избытка эмоций, вызванных её музыкой.